# Кряжлинский сельсовет
Кряжлинский сельсовет — сельское поселение в Северном районе Оренбургской области Российской Федерации.
Административный центр — село Кряжлы.

## История
Статус и границы сельского поселения установлены Законом Оренбургской области от 2 сентября 2004 года № 1424/211-III-ОЗ «О наделении муниципальных образований Оренбургской области статусом муниципального района, городского округа, городского поселения, установлении и изменении границ муниципальных образований».

## Население
| 2010 | 2012 | 2013 | 2014 | 2015 | 2016 | 2017 |
| ---- | ---- | ---- | ---- | ---- | ---- | ---- |
| 847  | ↘805 | ↘752 | ↘729 | ↘694 | ↘664 | ↘640 |
| 2018 | 2019 | 2020 | 2021 |      |      |      |
| ↘630 | ↘594 | ↘566 | ↘551 |      |      |      |

## Состав сельского поселения
| № | Населённый пункт | Тип населённого пункта       | Население |
| - | ---------------- | ---------------------------- | --------- |
| 1 | Кряжлы           | село, административный центр | 423       |
| 2 | Кызыл Яр         | деревня                      | 106       |
| 3 | Сергушкино       | село                         | 318       |